# 让世界充满爱
《让世界充满爱》是1986年中国大陆的一首献给“国际和平年”的群星合唱公益歌曲，是中国大陆第一首流行套曲。该歌曲由郭峰作曲，陈哲、小林、郭峰、王健和孙铭作词，一百多名歌手共同演唱。

## 创作背景
1986年5月9日，以纪念国际和平年为契机，以及英国、美国、台湾群星分别合唱Do They Know It's Christmas?、四海一家、明天会更好的影响下，音乐人郭峰发起并组织了名为“让世界充满爱：第一届百名歌星演唱会——致国际和平年”的慈善音乐会。演出在北京工人体育馆举行。该场演出在中国大陆引起了巨大的轰动，《让世界充满爱》的主题曲一炮而红。该曲由一百多名知名歌手共同演唱，打破了当时中国大陆“三个流行歌手不能同台”先例。该场演出极大地促进了中国原创流行音乐的发展，成为中国流行音乐史上的里程碑式的事件之一，也使得郭峰在日后被中国官方媒体誉为“中国原创流行音乐发起第一人”。《让世界充满爱》的影响力延续至今，2022年被用作北京冬季奥运会开幕式的主题曲之一。
该作品属于套曲形式，复三部曲式结构。其中第二部分“轻轻地捧着你的脸，为你把眼泪擦干……”流传最为广泛，现在说到《让世界充满爱》一般就指第二部分，后来被重新制作并收录于郭峰在1990年发行的个人专辑《Yellow》中。

## 参与歌手
发行磁带上的歌手姓名列表（共112名，按照姓名笔画排列）：
丁武、于佳易、于海燕、于静燕、马晓艺、马凌彦、王兰、王虹、王迪、王立森、王洁实、王路明、方逊、方智、方霆、方霈、韦唯、毛阿敏、田鸣、田震、庄鲁迅、吕邦银、吕仰平、傅迪声、刘谷、刘岩、刘欣茹、刘巍巍、刘建国、朱桦、成方圆、任雁、牟杰、牟玄甫、华欣、迟飞飞、托雅、孙国庆、孙英华、乔姗、乔晓彬、杜雷、吴晓芸、吴晓虹、吴晶晶、刑岩、劳俊浩、时延燕、许丽娟、陈莉丽、陈梅荣、应楠、宋明华、李征、李泰波、李爱萍、李方方、李玲玉、张暴默、张世柱、张伟进、张燕妮、张海波、张青、张晶、张宝国、张彤、张锡瑾、张波、张静、尚凤琴、郑绪岚、周峰、岳娜、岳彩帼、姜浩东、孟地、赵金华、赵雅林、赵刚、赵大为、赵丽、林静、柳培德、胡晓晴、胡斌、胡月、胡寅寅、胡佑山、胡平、相青、郭容，郭鸣凤（应为郭鸣岚），祁竺蕾、徐小燕、徐明、索宝丽、贾燕、黄红英、黄强、崔健、常宽、梁竹、曾咏贤、程伟、蒋强、紫沙莉、蔡其平、蔡国庆、蔡金梁、谢莉斯與霍永承【韩磊】。
其中田震参与了录音，但未出现在演唱会现场。

## 重要奖项
| 年份 | 颁奖方                                           | 奖项         | 结果 |
| ---- | ------------------------------------------------ | ------------ | ---- |
| 2008 | 全国流行音乐盛典暨改革开放30周年流行金曲授勋晚会 | 流行金曲勋章 | 获奖 |

## 重要演出
- 2022年2月4日，在中国国家体育场举办的2022年北京冬季奥运会开幕式上由群星演唱[5]。
- 2008年10月25日，在全国流行音乐盛典暨改革开放30周年流行金曲授勋晚会中由韦唯、郭峰演唱[6]。
- 2008年5月18日，在中央电视台播出的《爱的奉献——2008抗震救灾大型募捐活动》节目中由群星演唱[7]。
- 1986年5月，在北京工人体育馆举办的“百名歌星演唱会：献给国际和平年”演唱会中由群星演唱[2]。

## 重新录制
1990年，重新制作并收录于郭峰在1990年发行的个人专辑《Yellow》中。
1998年中国水灾发生后，在北京的二十余名歌手连夜重新录制了这首歌，献给当时抗击洪水的解放军战士。

## 相关歌曲
- We Are the World
- 明天会更好
- 大中国
- 地球大合唱